# Joan Caballé i Goyeneche
Joan Caballé i Goyeneche (Montevideo, 1863 - Tarragona, 1935) fou un polític català, originari de Móra d'Ebre, diputat a les Corts Espanyoles durant la restauració borbònica.

## Biografia
Passà la infantesa a Móra d'Ebre. El 1890 es va instal·lar a Tarragona, on hi fou regidor de l'ajuntament. Treballava com a corredor de comerç i el 1899 va fundar el Centre Industrial de Tarragona. El 1907 va fundar la Unió Democràtica Nacionalista, de caràcter catalanista i republicà, i el 1910 fou president de l'Ateneu de Tarragona.
A les eleccions generals espanyoles de 1907 fou elegit diputat pel districte de Gandesa dins les files de la Solidaritat Catalana, mentre que a les eleccions generals espanyoles de 1910 ho fou per la UFNR. Tanmateix, a les eleccions generals espanyoles de 1914 i 1920 es va presentar amb el Partido Reformista. Gràcies a les seves gestions es va construir el pont sobre l'Ebre a Móra d'Ebre. A les eleccions del 1916 es va quedar sense escó degut a les seves males relacions amb Marcel·lí Domingo i Sanjuan i al fet que el Partit Republicà Radical va presentar el seu propi candidat i no li va donar suport. El 1917 fou processat per un desfalc de 200.000 pessetes i condemnat a l'embargament dels seus béns i dos mesos a la presó Model de Madrid.
El 1923 va reconèixer la Dictadura de Primo de Rivera. Durant la Segona República Espanyola no participà activament en política però realitzà gestions per a la construcció d'obres públiques a les terres de l'Ebre.
Tot i ser un polític que va fer bandera de les contradiccions del sistema polític dinàstic i, en especial, del caciquisme imperant, el propi Caballé i Goieneche el va acabar utilitzant, especialment a les Terres de l'Ebre. No obstant això, va exercir-lo amb una nova fórmula, que suposava un eixamplament de les bases del moviment cap a sectors populars.

## Obres
El 1918 va escriure Inferioridad de la raza catalana. Cartas a mi hermano. Lerroux. Cambó y la autonomía de Cataluña, crític amb el catalanisme i defensor de Lerroux, i el 1920 Sindicalismo y Socialismo.